# Клод де Тулонжон
Клод де Тулонжон (фр. Claude de Toulongeon; ум. ок. 1504) — бургундский военачальник.

## Биография
Сын Антуана де Тулонжона, сеньора де Трав, маршала и губернатора Бургундии, и Катрин де Бурбон-Монперру, дамы де Клессе. Его братом-близнецом был Тристан де Тулонжон (ум. 1475), сеньор де Ла-Гранвель и де Сусси, губернатор Осера, сопровождавший Клода во многих предприятиях.
Сеньор де Ла-Басти, Турез и Шателье в Шампани, камергер герцога Бургундии Филиппа III Доброго. Был произведен в рыцари в 1453 году. В следующем году был одним из сеньоров повторивших вслед за герцогом клятву фазана.
Двоюродный брат Клода Жан IV де Тулонжон, барон де Сеннесе (ум. 1462), назначил его опекуном своего единственного сына Филибера. В этом качестве сеньор де Ла-Басти судился за наследство двоюродного племянника с сестрой барона де Сеннесе Клодой де Тулонжон.
По словам Оливье де Ламарша и Луи Голлю Клод был испытанным воином, имевшим репутацию великого капитана. Особенную известность ему принесло участие в упорной обороне Франш-Конте от французских агрессоров во время войны за Бургундское наследство, когда никакие интриги и угрозы не смогли поколебать его верность герцогскому дому.
Мария Бургундская назначила его в состав совета при губернаторе Франш-Конте Жане де Шалоне, принце Оранском. Также он удостоился чести быть упомянутым в мирном договоре, подписанном Максимилианом и Марией с Людовиком XI.
В мае 1481 на капитуле в Хертогенбосе принят в рыцари ордена Золотого руна.

## Семья
Жена (1470): Гийеметта де Вержи, дама де Бурбон-Ланси и Антиньи, дочь Гийома де Вержи, сеньора де Арк-ле-Гре и Отре, и Клод де Латремуй, дамы де Бурбон-Ланси и Антиньи, вдова Гийома де Понтайе, сеньора де Тальме
Дети:
- Пьер де Тулонжон, сеньор д'Анкреди, Сен-Венсан и Ла-Мотт-де-Пре. Жена: Мари дю Вердье
- Жанна де Тулонжон. Муж: Рене де Ламотт-Фуке, барон де Сен-Сюрен